# Yu Anhui
Yu Anhui (30 de abril de 2001) é uma jogadora de hóquei sobre a grama chinesa, que atua na posição de atacante.

## Carreira
Yu Anhui fez sua estreia internacional júnior pela China em 2018. Ela representou a seleção nacional sub-18 nos Jogos Olímpicos da Juventude em Buenos Aires, onde ganhou uma medalha de bronze.
Em 2022, Anhui fez sua estreia internacional pela China. Ela representou seu país na Copa da Ásia em Muscat, onde a equipe terminou em quarto lugar. Ela também representou a seleção nacional durante a terceira temporada da FIH Pro League. Anhui não representou a equipe novamente até 2024. Ela retornou à seleção nacional durante a quinta temporada da FIH Pro League. Ela também representou a seleção nacional no Festival Internacional de Hóquei em Perth.
Nos Jogos Olímpicos de Verão de 2024, em Paris, conquistou a medalha de prata no torneio feminino do hóquei sobre a grama, após confronto na final contra a equipe holandesa por pênaltis.